# Il leggendario gatto Felix
Il leggendario gatto Felix (Felix the Cat: The Movie) è un film d'animazione del 1989 diretto da Tibor Hernádi; è il primo lungometraggio d'animazione con protagonista Felix the Cat.

## Trama
Nel regno di Oriana, un mondo situato in un'altra dimensione, la principessa Oriana, sovrana del regno, è stata informata da un'indovina locale di nome Pearl che il suo malvagio zio, il Duca di Zill, sta invadendo il regno. Per contrastare la minaccia del Duca, Oriana e Pearl scendono nella caverna sotto il castello e tentano di usare un antico dispositivo chiamato "Dimensporter" per fuggire in un'altra dimensione e trovare un eroe per salvare il regno. Tuttavia vengono catturare dall'esercito robotico del Duca e imprigionate mentre il Duca in persone prende il controllo del regno. Quando la principessa viene portata via dai robot "Cylinder", versa una lacrima magica che finisce nel Dimensporter al suo posto e viene trasportata nella dimensione di Felix, il quale in quel momento stava schiacciando un sonnellino sotto una palma. La lacrima lo trova e lo sveglia, dopodiché lo guida verso una miniera d'oro abbandonata, dove trova il Dimensporter. A questo punto Felix e la sua borsa magica vengono trasportati nel regno di Oriana.
Nel frattempo, la nemesi di Felix, il Professore e suo nipote Poindexter, che lo stavano spiando, seguono il felino a Oriana nella speranza di catturarlo e rubare la sua borsa magica. Una volta a Oriana, la lacrima dice a Felix che non può guidarlo ulteriormente e svanisce. Felix si perde e successivamente finisce in una palude nella terra di Zill. Qui incontra Pim, che si offre di guidarlo ma in seguito viene tradito e consegnato a Wack Lizardi, il proprietario di in un circo locale nonché un lacchè del Duca. Su suggerimento di Pim, Wack confisca la borsa di Felix e lo mette a lavorare come artista nel suo circo, chiudendo Felix in una cella prima e dopo ogni spettacolo.
Alla fine, Felix riesce a fuggire dalla prigionia e incontra la principessa. Questa racconta al gatto della conquista del suo regno da parte del Duca, che rivela essere in realtà suo zio. In passato il Duca era uno scienziato che non era d'accordo con le opinioni pacifiste del regno. Dopo che un incidente in laboratorio lo ha lasciato sfigurato, ha ricostruito il suo corpo in un guscio meccanico. In seguito ha cercato di impadronirsi dei segreti reali dell'alta tecnologia dei loro antenati ma è stato fermato e bandito nella terra di Zill. Così ha pianificato di vendicarsi, ottenendo nel frattempo fedeltà dalle strane creature che abitano Zill e perciò ha creato un esercito robotico con il quale ha preso d'assalto Oriana. Tuttavia, non accontentandosi del regno, continua a cercare i segreti reali contenuti nel "Libro del potere supremo", di cui la principessa si è rifiutata di rivelare l'ubicazione. Felix scappa con la principessa usando la sua borsa magica e volano via nel bel mezzo di uno spettacolo circense. Felix, Oriana e Pim, ora pentito, partono alla volta del regno di Oriana e vengono raggiunti dal Professore e Poindexter.
Gli eroi si infiltrano nel castello ma vengono rapidamente catturati dall'esercito del Duca. Questi costringe Oriana a rivelargli la posizione del Libro del potere supremo minacciando di uccidere Felix e gli altri, ma dopo averlo ottenuto scopre che il suo contenuto non gli è di alcuna utilità. Furioso, il Duca attiva la sua creazione definitiva, Master Cylinder, un potente robot che scatena contro i protagonisti. Tuttavia Felix riesce a lanciare il libro contro Master Cylinder mandandolo in cortocircuito e di conseguenza vengono disattivati anche gli altri Cylinder. Con il suo esercito sconfitto, il Duca fugge via, giurando che un giorno tornerà per vendicarsi. Salvato il regno, Oriana trasporta Felix, il Professore e Poindexter a casa con il Dimensporter.

## Colonna sonora
Il film presenta la sigla di Winston Sharples tratta dalla serie animata di Felix del 1958, da cui è basato il film. La colonna sonora è stata composta da Christopher L. Stone mentre le canzoni sono cantate da Bernd Schonhoffen, Don Oriolo e Christian Schneider.
Musiche di Christopher L. Stone.
1. Sly as a Fox – 0:51
2. Together Again (strumentale) – 2:51
3. All You Need Is Friends – 3:09
4. Who Is the Boss? – 2:26
5. Mizzard Shuffle (strumentale) – 2:41
6. Face to the Wind (The Princess Song) (strumentale) – 2:21
7. Something More Than Friends (strumentale) – 3:04
8. End Credits (strumentale) – 2:00

## Produzione
Il film è una co-produzione tra Stati Uniti, Germania, Ungheria, Polonia, Bulgaria e Canada.
La produzione del film iniziò alla fine degli anni '80, quando Don Oriolo (figlio di Joe Oriolo, creatore della serie televisiva animata) iniziò a lavorare a uno speciale televisivo dalla durata di un lungometraggio il quale sarebbe stato un episodio pilota. Dopo che Oriolo ha portato il progetto in Europa, ha completato il film assieme al regista Tibor Hernádi e la sua troupe ungherese. È costato 9 milioni di dollari.
La pellicola si apre con un'introduzione narrata da Felix, che è stato reso in CGI utilizzando l'allora nuova tecnologia di motion capture; tale modello viene impiegato anche nei titoli di coda. Il resto del film invece presenta disegni e animazioni fatte a mano. Le animazioni sono state prodotte presso la Pannonia Film Studio in Bulgaria, con alcune parti subappaltate ad alcuni studi in Polonia e Bulgaria. Fu completato nel 1988 e fu filmato su pellicola 35 mm.

## Distribuzione
La New World Pictures raccolse il film nel maggio 1987, qualche tempo il suo completamento, e fu presentato in anteprima al Wadsworth Theatre di Los Angeles nel gennaio 1989 come selezione di apertura della terza Los Angeles Animation Celebration.
Originariamente previsto per il giorno del ringraziamento del 1988, fu spostato al 1990 prima che la New World archiviasse del tutto il film a causa dei problemi finanziari riscontrati. Nel frattempo è stato reso disponibile in alcuni mercati esteri come il Regno Unito. In Italia è uscito direttamente in VHS nel corso del 1990 edito dalla Stardust.
Di seguito vengono riportate le date di uscita nei vari stati:
- Regno Unito: ottobre 1988
- USA: 26 gennaio 1989[1] (Los Angeles International Animation Celebration) (première)
- Germania (Germania ovest): 11 maggio 1989
- Brasile: 1989 (As Aventuras do Gato Félix - O Filme)
- Australia: 2 gennaio 1992
- Giappone: 21 marzo 1992
- Germania (Felix der Kater Der Film)
- Italia: 1990

### Edizioni home video
Negli Stati Uniti il film è uscito in VHS il 23 agosto 1991 edito dalla Buena Vista Home Video. Per anni è stato un punto fermo della programmazione di Disney Channel negli anni '90. In quasi tutto il resto del mondo invece è stato distribuito da Lakeshore International e New World Pictures. A partire dal 2011, le uniche versioni in DVD legittime sono uscite in Gran Bretagna, Paesi Bassi, Bulgaria, Germania e Serbia.
In Italia è uscito direttamente in VHS nel corso del 1990 ad opera della Stardust.

## Accoglienza
Il leggendario gatto Felix è stato ampiamente stroncato dalla critica e dal pubblico al momento della sua uscita. La Halliwell's Film Guide lo definì un "faticoso tentativo di aggiornare la classica figura dei cartoni animati". Philip Strick di MFB ha commentato che era "più probabile seppellire l'ingraziante Felix piuttosto che andarlo a risvegliare e stimolare nuove legioni di fan". Nel suo libro del 2005, Television Cartoon Shows, Hal Erickson ha affermato che "è riuscito a salvare qualsiasi fascino marginale che la serie del 1960 ha avuto vestendola con animazioni e character design di prima classe".